# ماورو فاريلا
ماورو فاريلا هو سياسي إسباني، ولد في 1941 في لوغو في إسبانيا، وتوفي بنفس المكان في 30 يناير 2020. نشط حزبياً في الحزب الشعبي. في الانتخابات العمومية الإسبانية 1996 ‏، انتخب عضو مجلس النواب الإسباني ‏ عن دائرة Lugo (Congress of Deputies constituency) ‏ خلال فترته النيابية ‏ (26 مارس 1996 – 30 سبتمبر 1997) وفي الانتخابات العمومية الإسبانية 1993 ‏، انتخب عضو مجلس النواب الإسباني ‏ عن دائرة Lugo (Congress of Deputies constituency) ‏ خلال فترته النيابية ‏ (21 يونيو 1993 – 9 يناير 1996) وفي الانتخابات العامة الإسبانية 1989 ‏، انتخب عضو مجلس النواب الإسباني ‏ عن دائرة Lugo (Congress of Deputies constituency) ‏ خلال فترته النيابية ‏ (13 نوفمبر 1989 – 13 أبريل 1993).